# Orimarga (Orimarga) platystyla
Orimarga (Orimarga) platystyla is een tweevleugelige uit de familie steltmuggen (Limoniidae). De soort komt voor in het Oriëntaals gebied.